# Port lotniczy Mayo
Port lotniczy Mayo (IATA: YMA, ICAO: CYMA) – regionalny port lotniczy położony 3 kilometry na północ od Mayo, w prowincji Jukon, w Kanadzie.

## Drogi startowe i operacje lotnicze
Operacje lotnicze wykonywane są ze żwirowo-szutrowej drogi startowej:
- RWY 07/25, 1476 × 30 m

## Linie lotnicze i połączenia
| Linia lotnicza | Kierunek                     |
| -------------- | ---------------------------- |
| Air North      | 1. Dawson City 2. Whitehorse |